# Карта гостя Санкт-Петербурга
Карта Гостя Санкт-Петербурга — комплексный туристский сервис, которая включает предоплаченные билеты в музеи и на экскурсий в Санкт-Петербурге, электронный транспортный билет в общественном транспорте, специальные предложения и скидки у партнёров программы. Пользователи сервиса получают  электронную смарт-карту и путеводитель. Работа сервиса «Карта Гостя Санкт-Петербурга» в 2020 году остановлена. Обслуживание по картам не производится.

## История
Компания-оператор сервиса была зарегистрирована в 2010 г.
Программа находилась под кураторством Санкт-Петербургского агентства прямых инвестиций. В июне 2011 года «Карта Гостя Санкт-Петербурга» была включена в программу развития Санкт-Петербурга как туристского центра до 2016 г. Первоначально в состав программы входили 2 экскурсии по городу, 9 государственных музеев.
В 2011 году был заключен договор на эмиссию электронного транспортного билета с Санкт-Петербургским государственным казённым учреждением «Организатор Перевозок». С этого времени у Карты появляется функционал проездного билета «Подорожник». Первоначально на каждую Карту начислялась сумма 100 р. для покрытия транспортных расходов, впоследствии этот лимит был снижен до 60 р. С 2015 г. предоставляется только эмиссия транспортного билета без зачисленных денег.
С выходом в печать второго путеводителя Программа расширяет свой состав с 4 до 22 музеев, с 2 до 6 экскурсий. К уже имеющимся музейным объектам в программе, таким как: Петропавловская крепость, Исаакиевский собор с филиалами и Русский музей, добавляются в том числе и пригороды: Царское село, Павловск и Гатчина.
Вводятся категории Карт: на 2, 3, 5, 7 дней. Происходит деление на «взрослую» и «детскую» Карты Гостя.
2012 год — в составе программы: 38 музейных объектов и 22 экскурсии, к Программе присоединяется ГМЗ «Петергоф».
По причине предоставления музеями льготных и бесплатных билетов было принято решение временно приостановить производство детских карт.
«Карта Гостя Санкт-Петербурга» вошла в ассоциацию Европейских Карт Городов.
Карту Гостя можно приобрести в офисе Оператора, в Петропавловской крепости и гостиницах города или получить в пунктах выдачи Городского Туристского Информационного бюро, предварительно сделав заказ в интернет-магазине.
2013 год — зимнее издание путеводителя включает в себя 38 музеев и 5 экскурсий, специальные предложения в ресторанах «Mama Roma», «Тандур», «Искусство есть!» (музей Эрарта), скидки на размещение в отелях, аудиогиды и др.
Разрабатывается собственное программное обеспечение под названием TourID (Tourist ID Management System), которое полностью автоматизирует учёт.
2014 год — 41 музей и 16 экскурсий, в составе музейных объектов появляются новые, в том числе и Зоологический музей, Музей политической истории России.
2015 год — 52 музея и 16 экскурсий. К программе присоединяется филиал Эрмитажа — Меншиковский дворец, а также Центральный военно-морской музей, Всероссийский музей А.С. Пушкина, Музей обороны и блокады Ленинграда.
Карту Гостя можно получить в аэропорту «Пулково» в павильоне Городского Туристского Информационного Бюро.
2016 год — 63 музея и 21 экскурсия. В этом издании путеводителя появляются: Главный штаб Эрмитажа, Российский этнографический музей, выставочное пространство «РосФото», экскурсия «Ситисайтсиинг». К партнёрам программы со скидками присоединяются рестораны «Гинза», прокат автомобилей «Thrifty», магазины «Буквоед» и «Дом книги».
TiMS внедряется и распространяется среди партнёров программы. Добавляется новый пункт продажи и выдачи Карт Гостя — музей «Петровская Акватория».
2018 год — Карта Гостя тестирует формат Lite: в рамках общественной кампании «Город готов!» по подготовке к Чемпионату мира по футболу 2018 выпущены три карты — Lite, Lite+ и Lite Sea — с меньшим числом предложений, но имеющих срок действия не несколько дней, а период с 1 мая по 1 октября. Таким образом предполагается получить аудиторию болельщиков, для которых не характерно посещение большого числа музеев и которые могут возвращаться в Петербург на разные матчи. Карты оказались востребованными и среди классических туристов.
2019 год — в программе 75 музеев: включены Кронштадтский морской собор, Музей железных дорог России, ЦВЗ «Манеж» и другие музеи.
В августе 2020 года на сайте проекта появилась информация об остановке работы сервиса и обслуживания карт. До этого в марте компания сообщила о приостановке работы в связи с пандемией коронавируса и закрытием музеев.

## Формат Карты Гостя/ Международный стандарт City Card (City Pass)
Формат City Card (City Pass) хорошо известен в мире и популярен среди туристов, которые ориентированы на культурно-познавательный туризм.
Карта Гостя Санкт-Петербурга, как и аналогичные проекты в Европе, даёт туристу возможность:
- посещать музеи и музейные объекты бесплатно;
- посещать экскурсии (автобусные, водные, на сегвеях) бесплатно и со скидкой;
- получать скидки и дополнительные предложения в кафе, ресторанах, отелях, сувенирных магазинах, и на прочие туристические услуги;
- использовать функцию электронного транспортного билета «Подорожника» на Карте — возможность безналичной оплаты общественного транспорта в городе.

К карте прилагается иллюстрированный путеводитель, который содержит информацию о достопримечательностях и полезные сведения о городе на русском и английском языках.

## Значение для развития туризма в Санкт-Петербурге
Туризм в Санкт-Петербурге становится всё более важной сферой. Растет поток туристов, доля индивидуального туризма составляет уже треть от общего потока. Карта Гостя ориентирована преимущественно на индивидуального туриста, а в связи с ростом посещений города в общем ежегодно увеличивается и объём туристов, воспользовавшихся программой.
Программа «Карта Гостя Санкт-Петербурга» позиционирует себя как инструмент культурного маркетинга. Так, на Международной конференций «Вовлечение объектов культурного и природного наследия в мировые туристские маршруты», проходящей в нулевой день Международного культурного форума, Карта Гостя обратила внимание публики, что выбор музеев туристом обусловлен информацией, с которой он сталкивается в интернете и соцсетях. Разные рейтинги и аггрегаторы, по большей части, рассказывают о топ-10 или топ-5 музеев, поэтому на них и падает выбор туристов во время поездки. Кроме того, в информационной среде крупные музеи присутствуют больше, чем менее известные. Так, в год Государственный Эрмитаж упоминается в СМИ около 63 тысяч раз, в то время как о Российском этнографическом музее — около 3,5 тысяч, а о Центральном музее связи имени А.С. Попова — 418 раз. Это является одной из причин сверхтуризма, который можно локально наблюдать в Петербурге во время высокого туристского сезона, когда в популярные музеи выстраиваются многочасовые очереди.
В 2019 году Карта Гостя совместно с газетой «Metro Санкт-Петербург» и Сообществом Питерских блогеров запустила проект «Petersburg Inside — Петербург изнутри» — гид по музеям Петербурга, которые не попадают в известные рейтинги популярности. Задачей проекта стало увеличить присутствие «малых» музеев в традиционных и новых медиа. Проект побывал в 21 музее, где были проведены стрим-трансляции в социальной сети «Одноклассники», блогеры и журналисты опубликовали более 300 материалов. В декабре 2019 года лучших авторов наградили Премией им. Петра Телушкина «Ангел Петербурга», премия присуждалась при поддержке Комитета по культуре Санкт-Петербурга и Государственного музея истории Санкт-Петербурга.
Программа поддерживает активный диалог с музеями, принимает участие в мероприятиях и семинарах масштаба «Музейный Олимп», «Интермузей». Программа организует международные рабочие встречи с участием музеев и туристского сообщества, где обсуждают актуальные проблемы и делятся успешными кейсами. Иностранными гостями встреч были Prague Card, I amsterdam City Card, Visit Ljubljana.
Карта Гостя Санкт-Петербурга была представлена на лондонской выставке City Fair, в Workshop 2012, на международной выставке Северной Европы MATKA 2013, на форуме инновации на транспорте Smart Transport. Более того, программа является постоянным участником ежегодной выставки INWETEX и экспертных встреч Ассоциации Европейских карт городов.
В 2011 году Карта Гостя получает первое место в номинации «Лучший проект по развитию индустрии гостеприимства».
10 января 2012 года Карта Гостя становится членом Российского Союза Туриндустрии.